# Fitjar
Fitjar ficça ˈfɪ̂tːjɑr  hallgat település Hordaland megyében, Norvégiában.

## Földrajz
Fitjar község legnagyobb része a Stord sziget északi végén fekszik. A sziget nagyobb része Stord községhez tartozik. A község területe ezen kívül több szigetre, sziklára, sekélyesre és csatornára is kiterjed, és egészen a Selbjørn fjordig húzódik.

## Történelem
Épületmaradványok és sziklakarcok bizonyítják, hogy már nem sokkal az utolsó jégkorszak vége óta rövidebb-hosszabb ideig laktak itt emberek.
A bronz- és vaskorból is jelentős sírmellékletek kerültek elő, többek között Skandinávia legszebb díszített fejszéje is.
Hagyományos hajózási útvonalak haladnak át a területen, és 1648 óta találhatók itt kereskedelmi állomások is. A Fitjar szigetek népszerű kishajós célpontok.
Fitjart 1860-ban választották le Stord községről. Azóta többször felmerült a két község újraegyesítése, de konkrét lépések nem történtek.
A község (eredetileg egyházközség) a Fitjar nevű régi farmról kapta nevét, mivel az első keresztény templomot is itt építették. A név „friss legelők”-et jelent. 1900. előtt neve Fitje volt.
Címerét az 1940-es években kapta, amely egy viking sisakot ábrázol. A sisak színe arra a tényre hivatkozik, hogy Jó Håkon egy arany sisakot hordott a Fitjari csatában 961-ben.

## Politika
Fitjar járási önkormányzata (Kommunestyre) 17 képviselőből áll, akiket négy éves ciklusra választanak. A polgármestert a képviselők választják. A képviselőtestület összetétele a legutóbbi 2019-es választásokon az alábbiak szerint alakult:
| párt                 | képviselők |
| -------------------- | ---------- |
| Kristeleg Folkeparti | 6          |
| Arbeidarpartiet      | 3          |
| Høgre                | 3          |
| Senterpartiet        | 3          |
| Framstegspartiet     | 2          |